# ピーター・A・ブドバーグ
ピーター・アレクシス・ブドバーグ（Peter Alexis Boodberg、1903年4月8日 – 1972年6月29日）は、ロシア生まれのアメリカ合衆国の言語学者、中国学者。ロシアでの名前はピョートル・アレクセイェヴィチ・ブドベルク (ロシア語: Пётр Алексеевич Будберг)。中国名は「卜弼得」(Bǔ Bìdé)。
ブドバーグはカリフォルニア大学バークレー校に40年間にわたって教えた。20世紀における漢字、中国文献学、中国語歴史音韻論の研究の発展に影響を及ぼした。

## 生涯
ピーター・アレクシス・ブドバーグはロシア帝国時代の1903年4月8日にウラジオストクで生まれた。ロシアでの名前はピョートル・アレクセイェヴィチ・ブドベルクであった。ブドベルク家はバルト・ドイツ人の家系で、13世紀にマインツから移住してエストニアに住んでいた。1721年にロシアがエストニアを併合した後、ブドベルク家はロシア帝国の外交・軍事関連の名家になった。ブドバーグの父アレクセイ・パヴロヴィチ・ブドベルク（ロシア語版）は貴族で、ウラジオストクにあるロシア軍司令官であった。父が高官であったため、ブドバーグはラテン語とギリシア語古典および主要なヨーロッパ諸言語に関する高い教育を享受できた。ブドバーグはサンクトペテルブルクの士官学校生徒であったが、第一次世界大戦がおきると安全を心配した両親はブドバーグとその兄弟を満州のハルビンへ送った。ブドバーグはウラジオストクにある東洋学院（現在の極東連邦大学）に通い、そこでハルビン時代に覚えた中国語を研究し、また他のアジア諸言語を学習した。
十月革命が起きると、父のアレクセイ・パヴロヴィチはコルチャークの臨時全ロシア政府で軍務大臣を務めるなど白軍のために戦ったが、成功しなかった。貴族が迫害されることを恐れて、1920年にブドバーグ一家はロシアを離れ、米国に移住し、サンフランシスコに住んだ。ブドバーグはカリフォルニア大学バークレー校に入学し、1924年に東洋語学の学位を取得した。その後もバークレーの大学院で研究をつづけ、1930年に「The Art of War in Ancient China: A Study Based on the Dialogues of Li, Duke of Wei （古代中国の兵法：李衛公問対による研究）」で東洋語学の博士号を取得した。
1932年にブドバーグはバークレーの東洋語学部の講師の職を得た。1937年に準教授、1940年に学部主任になり、1948年に正教授に昇任した。1938・1956・1963年にグッゲンハイム奨励金を得た。1963年にはアメリカ東洋学会の会長に就任した。1972年に心臓発作で死亡するまで現職の教授であった。ブドバーグは何世代にもわたって中国学者に影響を及ぼしたが、中でもエドワード・シェーファーは Journal of the American Oriental Society に長文の追悼文を書いている（その後ろにアルヴィン・P・コーエンによる完全な著作一覧が置かれている）。

## 主要な著作
ブドバーグは漢字が当時考えられていたような表意文字ではなく表語文字であることを強く主張し、また従来形声文字と考えられていなかった文字にも表音要素を認めた。
- “Some Proleptical Remarks on the Evolution of Archaic Chinese”. Harvard Journal of Asiatic Studies (2):  329-372. (1937). JSTOR 2717943.
- “'Ideography' or Iconolatry?”. T'oung Pao (35):  266-288. (1940). JSTOR 4527182.
- “The Chinese Script: An Essay on Nomenclature (the First Hecaton)”. Bulletin of the Institute of History and Philology（中央研究院歴史語言研究所集刊） (29):  113-120. (1958).

ブドバーグはまた鮮卑や突厥などについても多くの論考を発表している。
- “The Language of the T’o-Pa Wei”. Harvard Journal of Asiatic Studies 1 (2):  167-185. (1936). JSTOR 2717850.
- “Two Notes on The History of The Chinese Frontier”. Harvard Journal of Asiatic Studies 1 (3/4):  283-307. (1936). JSTOR 2717786.
- “Marginalia to The Histories of The Northern Dynasties”. Harvard Journal of Asiatic Studies 3 (3/4):  223-253. (1938). JSTOR 2717838.
- “Chinese Zoographic Names as Chronograms”. Harvard Journal of Asiatic Studies 5 (2):  128-136. (1940). JSTOR 2718020.
- “Three Notes on the T'u-chüeh Turks”. University of California publications in Semitic Philology (Berkeley and Los Angeles) 11. (1951).
- “An Early Mongolian Toponym”. Harvard Journal of Asiatic Studies 19 (3/4):  407-408. (1956). JSTOR 2718508.
- “Philological Notes on Chapter One of The Lao Tzu”. Harvard Journal of Asiatic Studies 20 (3/4):  598-618. (1957). JSTOR 2718364.

没後に主要な論文をまとめた論文集が出版されている。
- Alvin P. Cohen, ed (1979). Selected Works of Peter A. Boodberg. University of California Press